# Defuntos
Defuntos – zespół muzyczny grający doom/black metal, założony w 2005.

## Dyskografia
- Mundo de Lápides – Demo (2006)
- Sangue Morto – CD (2007)
- Um sofrimento distante – EP (2008)

## Obecny skład zespołu
- Conde F. – perkusja, śpiew
- Conde J. – gitara basowa